# Džajsalmér
Džajsalmér  ( výslovnost hindsky जैसलमेर, anglicky Jaisalmer) označovaný také jako „zlaté město“ se nachází v indickém státu Rádžasthán. Staré město je vlastně pevnost s mohutnými hradbami stojící na vyvýšenině ze žlutého pískovce. Uvnitř je palác, bohatě zdobené vily obchodníků a také několik džinistických chrámů. Město leží v samém srdci Thárské poušti, žije v něm necelých 70 000 obyvatel a je administrativním centrem distriktu Džajsalmér.
Město získalo své jméno po zakladateli Rao Džaisovi, „Džajsalmér“ znamená „pevnost na vrchu Džajsalu“. Přezdívka „zlaté město“ neodkazuje na naleziště zlata (která v oblasti nejsou), ale na písek, který svou žlutozlatou barvou ve spojení se žhnoucím sluncem dává městu i okolí zlatou barvu.

## Historie
Část obyvatel Džajsalméru patří k slavnému rádžputskému klanu Bhatí, který původně pobýval v Paňdžábu. Později ale byli nuceni přesunout se na jih, kde nalezli útočiště v poušti, která se stala jejich domovem. Toto území bylo do 11. století součástí Gurdžar – Pratiharské říše. Deorádž, slavný princ z rodu Bhatí, je považován za zakladatele džajsalmérské dynastie, a také je s ním spojen začátek používání titulu Raval.

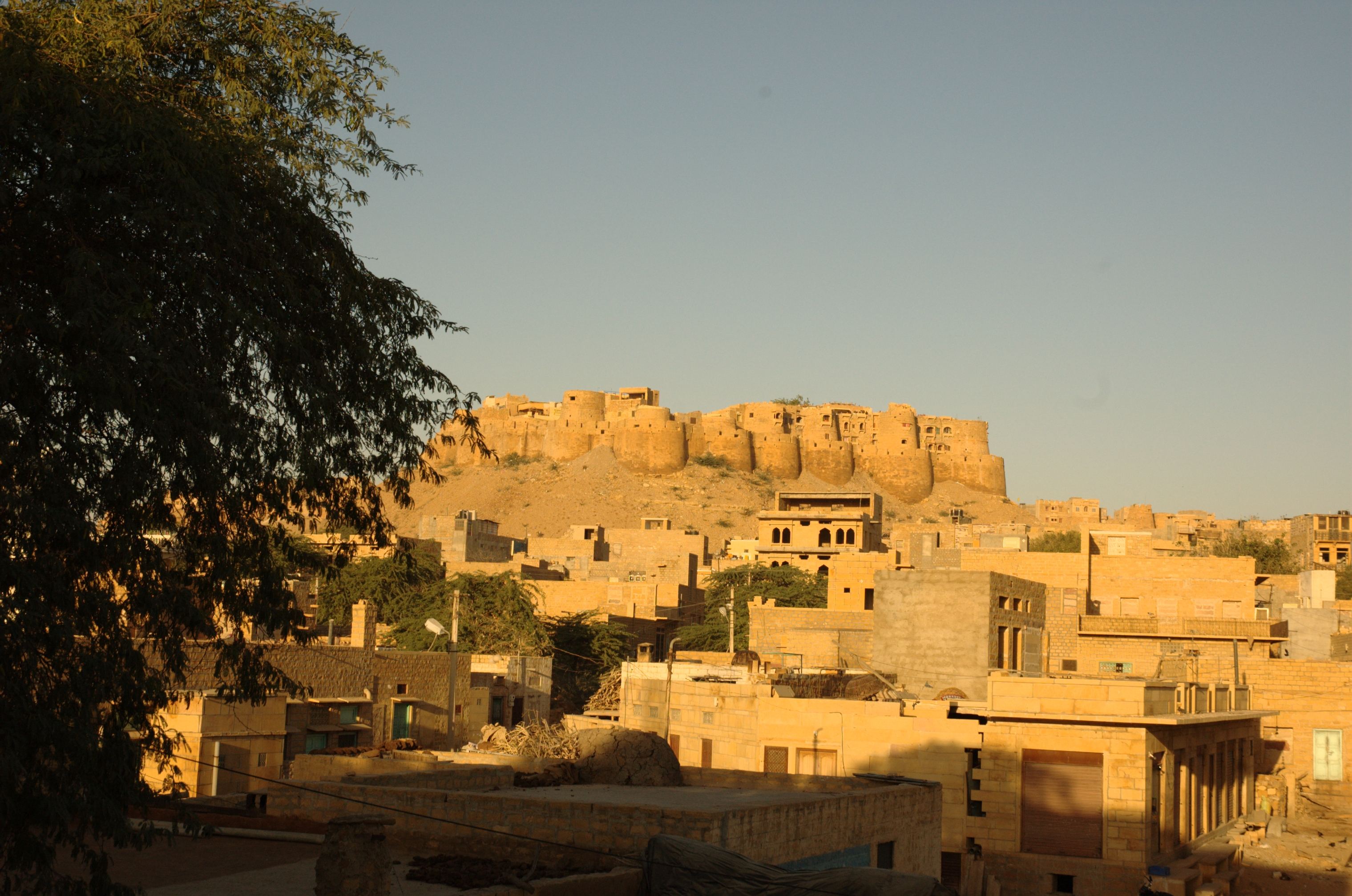
Pevnost v Džajsalméru

Roku 1156 Raval Džaisal (Deorádžův šestý následovník) založil pevnost a město Džajsalmér. Ihned z něj učinil své sídlo a především hlavní město, které tedy přesunul z Lodhruvy vzdálené 15 km severozápadně od Džajsalméru. Džajsalmér těžil ze své strategické polohy na obchodní stezce, po které procházely karavany indických i dalších asijských obchodníků do Persie, a odtud pak do Egypta, Arábie a Evropy. Roku 1293 se Bhatíové dostali do prudkého sporu se sousedním panovníkem Ala-ud-din Khildžim, jehož armáda dobyla a zpustošila město a pevnost tak drtivě, že obě dvě obydlí byla následně dlouhou dobu opuštěná. Rodiny bojovníků se před neodvratným dobytím města uchýlily k tzv. džauharu. Někteří Bhatíové uprchli do Talwandi (nynější Nankana Sahib, Paňdžáb v Pákistánu), jiní přesídlili do Larkany (Sindh, Pákistán). Džajsalmér byl poté ještě několikrát obležen dalšími muslimskými vládci. Sabala Simha dostal Džajsalmér v léno od mughalského vládce Šáh Džahána. Moc džajsalmérkých králů byla omezena a moc státu výrazně klesla a většina provincií byla ztracena až do nástupu Raval Mulrádže (1762). Roku 1818 navázal Mulrádž politické styky s Brity a stejným směrem pokračoval jeho nástupce Maháraval Salivahan (začal vládnout roku 1891). Džajsalmér byl jedním z posledních indických států, které podepsali dohodu s Velkou Británií a připojili se k tzv. Britské Indii. Současným přímým následovníkem tehdejších panovníků je Bridžrádž Singh. Ačkoli je nyní město pod správou indické vlády, většina tamního majetku je stále ve vlastnictví jeho rodiny.

## Doprava
Džajsalmér je konečnou stanicí širokorozchodné železnice s nejbližším napojením do národní železniční sítě v Džódhpuru. Železniční stanice není napojena na národní počítačový systém a jízdenky tedy není možné zakoupit s předstihem z jiného města. Rezervace do Džódhpuru bývají často i na týden dopředu vyprodané. Z Džajsalméru do Džódhpuru je možné dojet i autobusem (tzv. sleeper bus), kde je třeba při cestě do jiných měst vždy přestoupit.

## Cestovní ruch

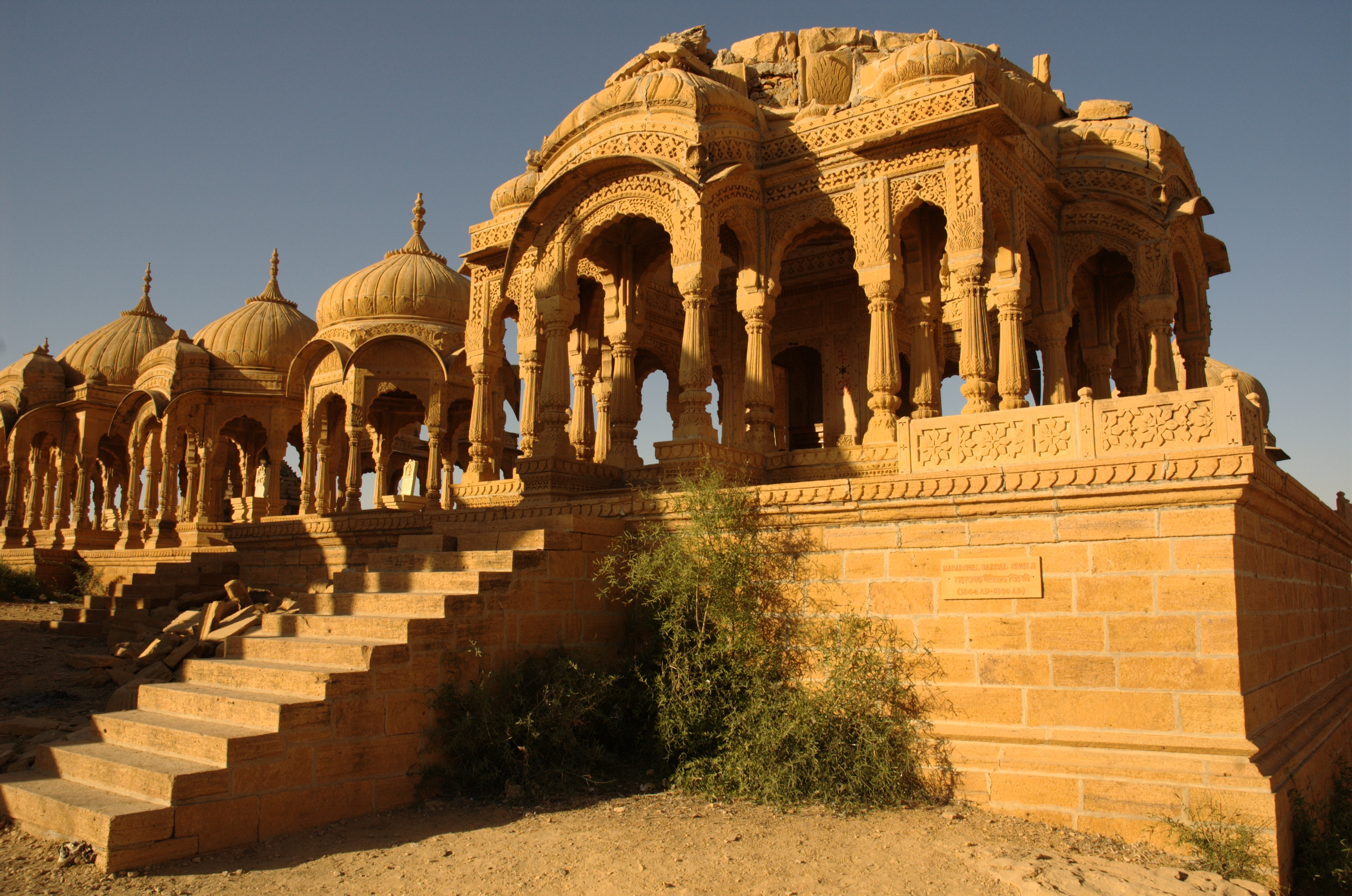
Hrobky v Thárské poušti nedaleko Džajsalméru

Džajsalmér vždy byl a stále je poněkud odříznuté město, navzdory tomu je v současné době populární turistickou destinací. Ve městě i v přilehlém okolí je k vidění několik zajímavých historických památek, přímo ve městě pak velká pevnost. Hlavním zdrojem turistického ruchu však nejsou architektonické památky, ale poušť samotná. Pro mnoho turistů je několik dnů strávených v Thárské poušti, obvykle spojených s výletem na velbloudech, příjemnou změnou a oddychem od hektického života v indických velkoměstech.
Ubytování je dostupné i přímo uvnitř pevnosti, která ovšem náporem turistů značně trpí. Její zastaralý odpadní systém není koncipován na množství lidí, kteří do Džajsalméru každodenně přijíždějí. Následkem toho se již 3 z 99 strážních věží zřítily, neboť odpadní voda vzniklá turistickým ruchem podemlela jejich základy. Doporučuje se tedy vyhledat ubytování vně pevnosti.